# Nowomyschastowskaja
Nowomyschastowskaja (russisch Новомышастовская) ist eine Staniza in der Region Krasnodar in Russland mit 10.032 Einwohnern (Stand 14. Oktober 2010).

## Geographie
Der Ort liegt etwa 35 km Luftlinie nordwestlich des Regionsverwaltungszentrums Krasnodar, 10 km von rechten Ufer des Kuban entfernt an der Kapustjanka, einem kleinen Zufluss des rechten Kuban-Mündungsarmes Angelinski Jerik.
Nowomyschastowskaja gehört zum Rajon Krasnoarmeiski und befindet sich gut 30 km südöstlich von dessen Verwaltungszentrum Poltawskaja. Die Staniza ist Sitz der Landgemeinde Nowomyschastowskoje selskoje posselenije, zu der außerdem der Weiler (chutor) Prikubanski (11 km südwestlich, am Kuban) gehört.

## Geschichte
An Stelle der heutigen Staniza entstand 1794 die von aus der Saporoger Sitsch umgesiedelten Kosaken gegründete Kurinsiedlung Myschastowskaja. Bis spätestens 1810 wurde diese jedoch etwa 40 km in nordöstliche Richtung verlegt. Ab 1823 wurde die ursprüngliche Ortslage wieder besiedelt und erhielt (1827 offiziell) zur Unterscheidung den Namen Nowomyschastowskoje („Neu-Myschastowskoje“), während die verlegte Siedlung nun Staromyschastowskoje („Alt-Myschastowskoje“) genannt wurde, ab 1842 Staniza unter ihrem heutigen Namen Staromyschastowskaja. Im selben Jahr wurde auch Nowomyschastowskaja Staniza (nach anderen Angaben bereit 1838).

### Bevölkerungsentwicklung
| Jahr | Einwohner |
| ---- | --------- |
| 1939 | 6.500     |
| 1959 | 7.847     |
| 1979 | 8.040     |
| 2002 | 9.789     |
| 2010 | 10.032    |

Anmerkung: Volkszählungsdaten

## Verkehr
Südwestlich an der Staniza führt die Regionalstraße 03K-002 (ehemals R251) Temrjuk – Krasnodar – Kropotkin – Grenze zur Region Stawropol (dort weiter Richtung Stawropol) vorbei. Dort zweigt die 03K-032 ab, die bei Prikubanski den Kuban überquert und nach Cholmskaja an der föderalen Fernstraße A146 Krasnodar – Noworossijsk führt.
Die nächstgelegene Bahnstation ist Angelinskaja an der Strecke Krymskaja – Timaschewskaja, bei der gut 20 km nordwestlich gelegenen Staniza Staronischesteblijewskaja, die über die nordwestlich benachbarte Staniza Iwanowskaja erreicht werden kann.